# Ramalina montana
Ramalina montana är en lavart som beskrevs av Barkh. Ramalina montana ingår i släktet Ramalina och familjen Ramalinaceae.   Inga underarter finns listade i Catalogue of Life.